# Johann Georg Mönckeberg (Politiker, 1839)

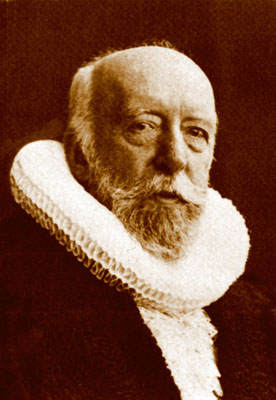
Johann Georg Mönckeberg

Johann Georg Mönckeberg (* 22. August 1839 in Hamburg; † 27. März 1908 ebenda) wurde 1876 in den Hamburger Senat gewählt, dem er bis zu seinem Tode angehörte. Ab 1890 bekleidete er mehrmals das Amt des Ersten Bürgermeisters. Die Mönckebergstraße ist nach ihm benannt.

## Leben

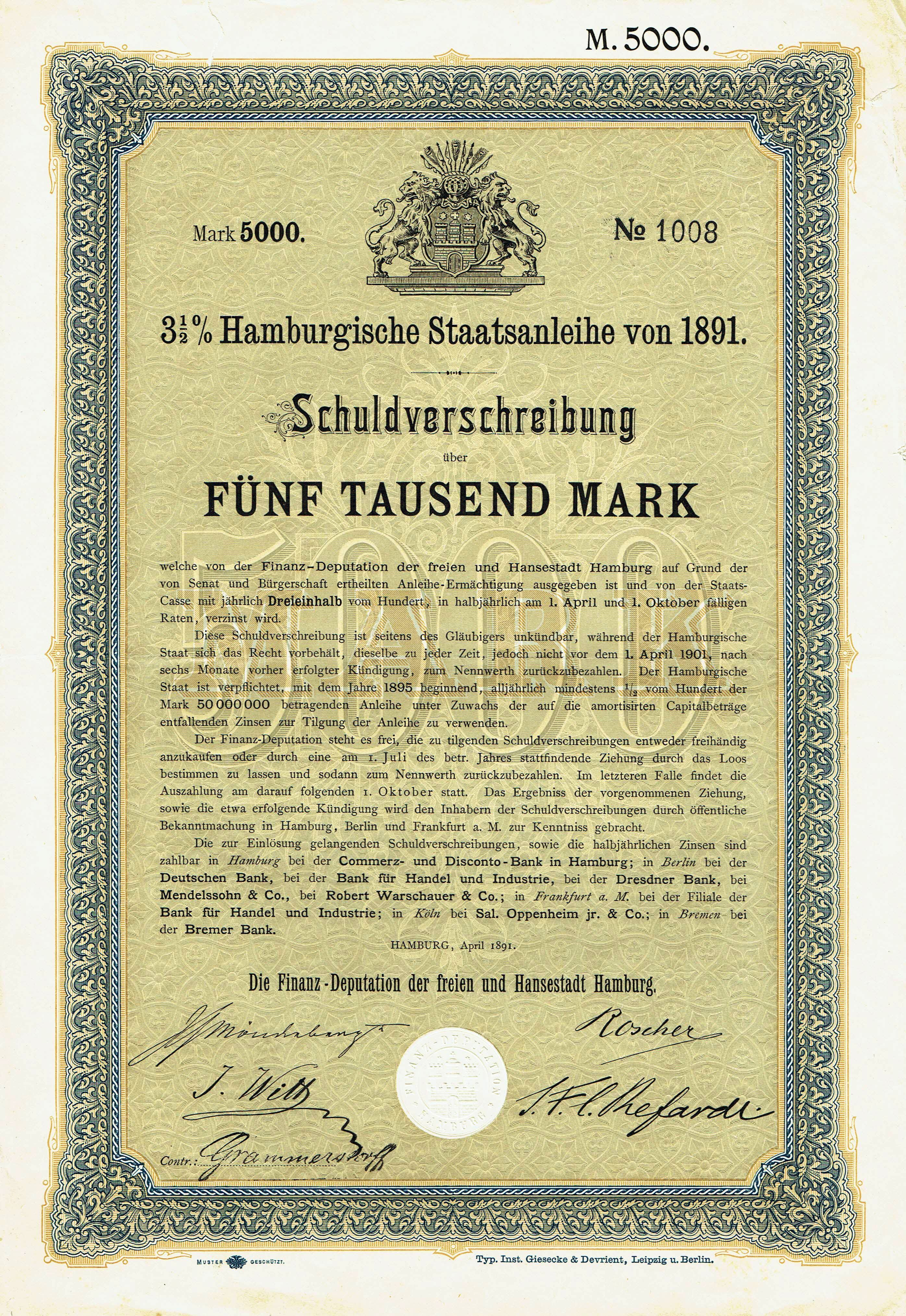
Hamburgische Staatsanleihe von 1891 mit Unterschrift von Johann Georg Mönckeberg

Johann Georg Mönckeberg, ältester Sohn des Predigers Carl Mönckeberg und Bruder von Rudolf Mönckeberg, studierte nach dem Besuch der Gelehrtenschule des Johanneums und des Akademischen Gymnasiums zunächst in Heidelberg und später in Göttingen Jura. Er wurde in Heidelberg im Sommersemester 1859 bei der Burschenschaft Frankonia aktiv. Am 21. Mai 1862 wurde Mönckeberg in Hamburg als Advokat zugelassen. Ab 1868 war er zugleich Substitutus des Staatsanwalts bei Preßprozessen. Mönckeberg war als Syndikus für die Berlin-Hamburger Eisenbahn-Gesellschaft tätig, deren Aufsichtsrat er auch angehörte. Mönckeberg war zeitweise Leutnant im 5. Bataillon des Bürgermilitär. Mitte der siebziger Jahre assoziierte sich Mönckeberg mit dem Fiskalanwalt H. A. R. Brandis, dessen Aufgaben er 1874 übernahm. 1871 zog er als Abgeordneter in die Bürgerschaft ein, dort schloss er sich der Fraktion der Rechten an. Am 3. Juli 1876 wurde er in den Hamburger Senat gewählt, dem er bis zu seinem Tode angehörte. Mit Eintritt in den Senat wurde er aus den Advokaturmatrikeln gestrichen. Seit 1890 bekleidete er mehrmals das Amt des Bürgermeisters: 1890 und vom 14. November 1892 bis 31. Dezember 1893, sowie 1896, 1899 und 1902. Weitere Amtszeiten waren vom 5. Juli 1904 bis 31. Dezember 1905 und letztmals vom 1. Januar bis zu seinem Tode am 27. März 1908. Seinerzeit war es üblich, dass die drei ältesten juristisch geschulten Senatoren sich für ein Jahr im Amt des Bürgermeisters abwechselten (vgl. Liste der Hamburger Bürgermeister).

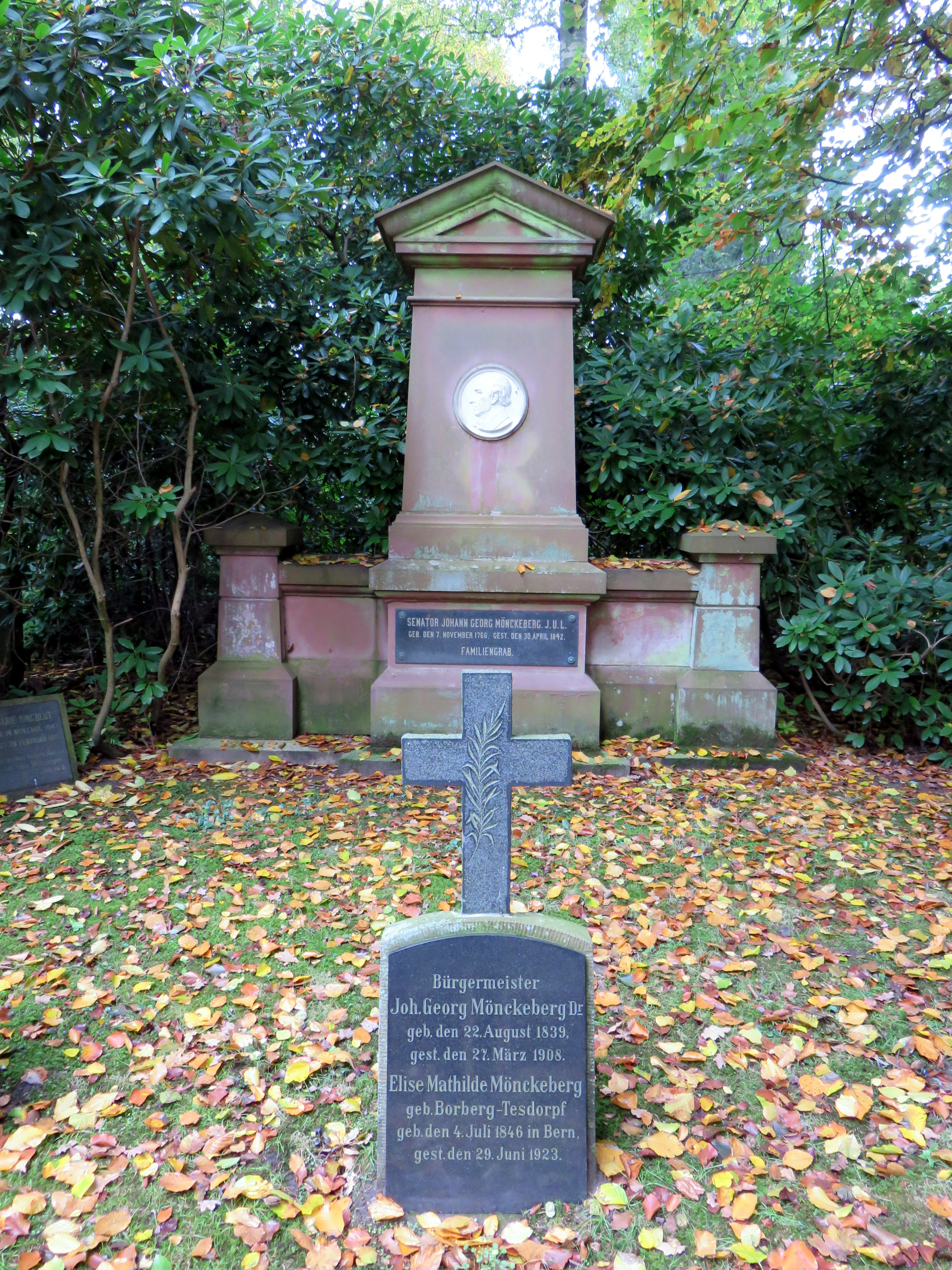
Grabstein Bürgermeister Joh. Georg Mönckeberg; Familiengrabstätte Mönckeberg, Friedhof Ohlsdorf

Während seiner Zeit im Senat stieg die Einwohnerzahl auf mehr als das Doppelte an. Damit war ein enormer Zuwachs an Handel, Verkehr und Industrie, an Wohnraum und Infrastruktur verbunden. Da Mönckeberg, dessen Domäne die Staatsfinanzen waren, besonders vorsichtig war, bekam er von den Hamburgern den Spitznamen „Bürgermeister Pfennigfuchser“. Dennoch war Mönckeberg als Senatsmitglied und Bürgermeister allseits beliebt. So rechnete die Arbeiterschaft es ihm hoch an, dass er sich 1905 gegen den Wahlrechtsraub zugunsten der Besserverdienenden zur Wehr gesetzt hatte.
Mönckeberg beteiligte sich auch am Akademischen Kulturkampf. 1903 forderte er in den Burschenschaftlichen Blättern, dass sich die Deutsche Burschenschaft an „die Spitze der nationalen Studentenschaft“ stellen und „auf allen Universitäten eine Bewegung entfachen“ solle, „um das deutsche Geistesleben vor der römischen Knechtung zu schützen.“
Nach Mönckebergs Tod wurde die breite Verkehrsstraße, die den 1906 eingeweihten Hamburger Hauptbahnhof mit dem Rathausmarkt verband, nach ihm benannt: die Mönckebergstraße.

## Familie
Mönckeberg war mit Elise Mathilde, geb. Tesdorpf, (1846–1923) verheiratet. Er war ein Enkel des Hamburger Juristen und Senators Johann Georg Mönckeberg (1766–1842). Er war außerdem ein Urenkel von Christian Matthias Schröder. Die älteste Tochter Mönckebergs, Susanne, war mit Johannes Semler verheiratet. Ihr Sohn war der Politiker Johannes Semler (Politiker, 1898) und ihr Enkel ist Christian Semler. Eine weitere Tochter Mönckebergs Mathilde (1879–1958) war zeitweise mit Johannes Andreas Jolles verehelicht. Sein Sohn Johann Georg Mönckeberg wurde später Professor für Pathologie an der Universität Straßburg. Der Anwalt und Abgeordnete Rudolf Mönckeberg war ein Bruder Mönckebergs. Der Richter und spätere Senator Otto Wilhelm Mönckeberg war ein Vetter von Mönckeberg.